# Søren Monrad
Søren Monrad, kendt under navnet Søren Latiner, (1744 i Tjæreby på Sjælland – 29. maj 1798 i Trondhjem) var en dansk/norsk skolemand. 
Faren, Jørgen Monrad (1704 – 1772), var sognepræst. Moren hed Engelke Cathrine født Ørsted (død 1797). Faren blev 1758 forflyttet til Vaale i Jarlsberg, og sønnen blev sat i Kristiania skole, hvorfra han deponerede 1764. Teologisk eksamen tog han 1768. Han blev 1772 decanus ved kommunitetet og samme år en af grundlæggerne af Det Norske Selskab, hvor han vistnok har været et ivrigt, om end ikke noget meget produktivt, medlem. I selskabets trykte skrifter har han kun leveret et satirisk digt: Damynt eller den forulykkede Digter (1793), fremkaldt ved Johannes Ewalds Balders Død, men væsentlig kun angribende hans rimfri vers, medens det ellers er en advarsel mod den åndløse syssel med poesi og et forsvar for rimet. Monrad vedblev at være decanus ved kommunitetet, til han 1779 opnåede det ubetydelige rektorat i Kristiansand. Her fik han 1783 tilkendegivelse af kongens velbehag med hans embedsførelse og blev professor. Han havde det her meget besværligt, da han var uden konrektor, søgte sig derfor bort og blev 1789 rektor i Trondhjem.
Hans skrifter – væsentlig programmer, til dels af historisk indhold – vidne om en ganske overordentlig fin behandling af det latinske sprog og et dybt indblik i den klassiske litteratur. I det græske skal han ikke have været synderlig hjemme, og hebraisk kunne han ikke. En af hans fremragende elever, Claus Pavels, sætter ham ikke højt som lærer, men indrømmer, at han var hævet over gamle fordomme, så han for eksempel aldrig brugte pryglestraffen. Da han kom til Throndhjem, var skolen i opløsningstilstand, men han vidste at få eleverne tilbage til sin pligt, ikke ved prygl, men ved de alvorligste trusler og deres iværksættelse i enkelte tilfælde. Ellers har han haft sin svage side som administrator. Ved hans død fandtes skoleprotokollen for elevernes forhold, fremgang, opflytning, dimission osv. aldeles blank. I sit tidligere skoleembede skal han derimod have fyldt skoleprotokollen med sarkastiske bemærkninger. Han blev gift 11. september 1781 med Louise Arendrup (1757 – 1799), datter af rådmand i Kristiansand Lars Arendrup og Else Bolette, født Mølbach.